# Midori no Mirai
Le Futur Vert (みどりの未来, Midori no Mirai, ou encore Greens Japan) était une organisation politique visant à former un parti vert au Japon. Elle comptait 592 membres au 25 août 2007 alors qu'elle se nommait encore « La table verte » (みどりのテーブル, Midori no tēburu). Elle était une des trois organisations japonaises à être affiliées aux Global Greens, avec ECOLO-Japan et le Kanagawa Network Movement. À l'occasion d'une conférence de presse en février 2012, les porte-paroles ont annoncé la dissolution de leur organisation, vouée à être remplacée par "Les Verts". Elle est aujourd'hui remplacée par les Verts japonais.

## Historique
Les plus anciennes sources remontent au Nouveau parti pionnier créé par des dissidents du Parti libéral-démocrate en 1993. La reconversion idéologique vers des idéaux progressistes se renforce sous la présidence du sénateur Atsuo Nakamura, qui en 2002 refonde le parti sous la dénomination d'« Assemblée Verte » (みどりの会議, Midori no kaigi). Mais le parti n'obtient aucun élu dans les circonscriptions sénatoriales à la proportionnelle en 2004, et se vida de ses principales figures nationales dont Kanako Otsuji. Refondé sous le nom de "Table Verte", mais ne comprenant pas suffisamment d'élus parlementaires, le parti n'est pas reconnu légalement en tant que tel et ne peut qu'aider à présenter des candidats officiellement "sans étiquette" aux élections locales. Des personnalités tentent de rejoindre le mouvement entre 2004 et 2008, dont le célèbre militant écologiste Ryūhei Kawada, hémophile et un des principaux chefs de file du mouvement de protestation au scandale du sang contaminé. Mais toutes ces personnalités quittent le mouvement en raison de probables dissensions internes. Entretemps, le parti se rapproche du réseau d'élus locaux Arc-en-Ciel et Verts (虹と緑, Niji to midori) avant de fusionner avec fin 2008, et de devenir la structure actuelle dite "Greens Japan".

## Actualité
La structure est désormais bicéphale : la fusion avec Arc-en-Ciel et Verts a permis à la structure de se doter d'une institution de recherche sur les politiques publiques du développement durable applicables à l'échelon local.
Aux élections municipales et cantonales d'avril 2011, le parti a présenté une centaine de candidats dans tout le pays, avec un taux de réussite proche des 80 %. On a constaté dans la campagne électorale qu'ont menée ces candidats une manière différente de militer : non plus tant en scandant des discours dans un micro mais en consacrant du temps avec les passants à discuter des politiques locales, "à l'européenne". 
Les Verts comptent présenter en 2013 des candidats dans les circonscriptions à la proportionnelle au Sénat, et ce afin de dépasser le seuil de 5 élus parlementaires nécessaires à sa reconnaissance officielle en tant que parti politique.
Le parti reçoit de nombreux soutiens de ses homologues à l'étranger, notamment européens. Pour la France, le parti a reçu la visite de l'eurodéputée Europe Écologie Les Verts Michèle Rivasi en juin 2011 ou celles d'Eva Joly et de Denis Baupin en octobre de la même année.